# Kadzidłowa-Brzezinka
Kadzidłowa-Brzezinka – kolonia w Polsce położona w województwie łódzkim, w powiecie łęczyckim, w gminie Grabów.
Do 2007 Brzezinka. Do 2023 miejscowość była częścią wsi Kadzidłowa.